# Top Românesc

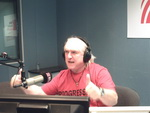
Titus Andrei, realizatorul şi prezentatorul emisiunii Top Românesc

Top Românesc este cel mai longeviv clasament de muzică românească din țară, realizat la Radio România Actualități de Titus Andrei. Inițial, emisiunea se numea Șlagăr top-rock. S-a trecut la denumirea actuală în 2007, când emisiunea a împlinit 20 ani.
Top Românesc se difuzează în fiecare ultimă duminică din lună, când sunt propuse melodii care au fost lansate în perioada respectivă. Clasamentul final este decis de către ascultători, care pot trimite scrisori și e-mailuri la redacție. La fiecare sfârșit de an sunt propuse din nou piesele care de-a lungul anului au ocupat primele locuri urmând ca în funcție de opțiunile ascultătorilor să se întocmească Gala lunilor. Până în anul 1990, Gala lunilor era realizată sub forma unui spectacol la Sala Radio și transmisă în direct la radio. Din ianuarie 2009, Top Românesc are un blog, iar din 2010 un site.